# 乙酸香叶酯
乙酸香叶酯，分子式C12H20O2。

## 性质
一种无色澄清液体，似有香柠檬、玫瑰和薰衣草的香气。不溶于水和甘油，溶于醇和醚。

## 存在
乙酸香叶酯存在于依兰依兰油、橙叶油、钩樟油、橙花油、胡荽子油和柠檬草油等天然芳香油中。

## 制备
可以从天然原料中提取，也可通过香叶醇与乙酸酐在乙酸钠存在下，进行酯化反应，并经洗涤、减压蒸馏而得。

## 用途
广泛用于玫瑰香料的香精类的制造。